# Mein Gott, nimm die gerechte Seele
Mein Gott, nimm die gerechte Seele (in tedesco, "Dio mio, accogli l'anima giusta") BWV Anh 17 è una cantata di Johann Sebastian Bach.

## Storia
Pochissimo si sa di questa cantata. Venne composta per un funerale a Lipsia e fu eseguita il 5 giugno 1732. Il testo della cantata, suddivisa in cinque movimenti, è di autore ignoto. La musica è andata quasi interamente perduta.